# The Ring Crew Express
The Ring Crew Express (RCE) é uma dupla de wrestling profissional formada por Kevin Dunn e Kirby Marcos, mais conhecidos simplesmente como Dunn e Marcos. Eles são mais conhecidos pelo seu trabalho na Ring of Honor, mas também têm lutado para outras promoções, como Full Impact Pro, Chikara, Buffalo Championship Wrestling, NWA Upstate, Squared Circle Wrestling e Next Era Wrestling. Eles são chamados de The Ring Crew Express porque eles pagam suas dívidas, definindo-se e desmontando os ringues dos shows da ROH. Dunn e Marcos são fãs de rock, utilizando temas de Poison e Twisted Sister, bem como tocando air guitar e usando camisetas de banda durante suas lutas.

## No wrestling
- Movimentos de finalização
  - Electric chair drop seguido de um senton

- Movimentos secundários
  - Armbar Guitar (Duplo armbar, com uma air guitar)
  - Duplo running big boot
  - Shot Through the Heart (Assisted shiranui)
  - Stage Dive (Stereo slingshot crossbodies)

- Temas de entrada
  - "Unskinny Bop" por  Poison
  - "We're Not Gonna Take It" por Twisted Sister
  - "Nothin' but a Good Time" por Poison

## Campeonatos e prêmios
- National Wrestling Alliance

Regional
- NWA Empire Tag Team Championship (1 vez)
- NWA Upstate Tag Team Championship (2 vezes)

- UWA Hardcore Wrestling
  - UWA Tag Team Championship (1 vez)

## Ligações extarnas
- Next Era Wrestling